# Мочник, Растко
Йосип Растко Мочник (словен. Jósip Rástko Móčnik, род. 27 августа 1944, Любляна) — словенский социолог, теоретик литературы, переводчик и политический деятель. Наряду с Славоем Жижеком и Младеном Доларом основал люблянскую школу психоанализа. Профессор социологии на философском факультете Люблянского университета.

## Биография
Родился в семье из среднего класса. Изучал социологию и историю литературы в университете Любляны, который окончил в 1968 г. В 1968—1970 гг. работал журналистом в газете «Delo», одновременно, в 1969—1970 гг. учился в аспирантуре EHESS в Париже. В 1973—1975 гг., под руководством Альгирдаса Греймаса, защитил там же докторскую диссертацию. В 1983 г. принят профессором социологии в университет Любляны. Одновременно работает редактором журнала и тесно общается со Славоем Жижеком и Младеном Доларом.
Растко Мочник стал одним из первых словенских теоретиков, представителей структуралистского марксизма Луи Альтюссера. Пишет работы по теории идеологии и дискурса, теоретической социологии и семиотике, теоретическом психоанализе и эпистемологии гуманитарных и общественных наук. Переводит различные работы с английского и французского, в том числе, Лакана, Дюркгейма и Мосса.
В начале 80-х Растко Мочник выступает против намечаемой правительством образовательной реформы, направленной на разрушение классической гимназии, как буржуазного пережитка. В 1982 г. он пишет петицию против соответствующей реформы, которую подписывают более 600 деятелей культуры и искусства Словении. В начале 90-х Мочник, избранный председателем партии Социал-демократический союз, выступает с критикой сепаратистской политики Демократической Оппозиции Словении. После распада Югославии — выступает против вступления Словении в НАТО, принятия Болонского процесса и приватизации здравоохранения.
Кроме преподавательской и общественной деятельности, Растко Мочник пишет статьи для радикального журнала «Mladina» («Молодежь») и является одним из редакторов левого журнала «Novi Plamen».